# Crush (film 2022)
Crush è un film del 2022 diretto da Sammi Cohen.

## Trama
Una giovane artista decide di unirsi alla squadra di atletica della scuola per avere l'opportunità di stare vicina ad una ragazza per cui ha una cotta da molto tempo. Anche se poi capisce che non è quella giusta per lei.

## Distribuzione
Il film è stato distribuito sulla piattaforma Disney Plus a partire dal 03 maggio 2022.  